# Акиньеми, Аделеке
Аделеке Акинола Акиньеми (англ. Adeleke Akinola Akinyemi; род. 11 августа 1998, Нигерия) — нигерийский футболист, нападающий клуба «Ильвес».

## Карьера
Акиньеми — воспитанник местного футбольного клуба «Реал Сапфир». В 2015 году подписал контракт с албанским клубом «Скендербеу», после чего сразу же был отдан в аренду в косоварский клуб «Трепча’89», в составе которого отыграл 16 матчей и забил 10 мячей, чем помог команде выиграть бронзовые медали чемпионата Косово. После возвращения из аренды, контракт с форвардом был расторгнут и в марте 2017 года Аделеке становится игроком латвийского клуба «Вентспилс». 18 марта в матче против «Риги» он дебютирует в чемпионате Латвии, а 9 августа того же года в матче против «Спартака» из Юрмалы забивает первый гол за клуб. В этом же году помог команде выиграть кубок Латвии.
В августе 2018 года перешёл в норвежский клуб «Старт» (Кристиансанн). 19 августа в матче против «Стрёмсгодсета» дебютировал за новый клуб, а 16 сентября того же года в матче против «Лиллестрёма» забил первый гол в чемпионате Норвегии.

## Достижения
«Вентспилс»
- Обладатель кубка Латвии: 2016/17